# Pedro Manrique de Lara (II señor de Molina)
Pedro Manrique de Lara (fallecido en enero de 1202), comúnmente llamado Pedro de Molina y por lo general conocido en las fuentes francesas como Pedro de Lara, era un noble castellano y jefe militar de la Casa de Lara. A pesar de que pasó la mayor parte de su carrera al servicio de Alfonso VIII de Castilla, también sirvió brevemente a Fernando II de León (1185-1186) y fue el vizconde de Narbona por derecho hereditario después de 1192. Fue uno de los magnates castellanos más poderosos de su tiempo y defendió el reino de Toledo y la Extremadura contra los almohades. También luchó en la Reconquista en Cuenca, y fue «un segundo fundador» del Monasterio de Santa María de Huerta.
Pedro se casó tres veces. En su primer matrimonio, con una infanta pamplonesa, forjó una relación con el linaje del héroe popular Rodrigo Díaz, y algunos eruditos han sugerido que el patrocinio de Lara se encuentra detrás del poema épico Cantar de Mio Cid. La segunda esposa de Pedro era una pariente de Enrique II de Inglaterra. Las conexiones ultrapirenaicas de Pedro explican su adopción de los sellos de autenticación de los documentos y fue el primer noble español del cual sobreviven algunos ejemplos. También adoptó la frase  «por la gracia de Dios» para indicar su independencia en el gobierno del señorío de Molina que había heredado de su padre.

## Herencia
Pedro era el hijo mayor y heredero de Manrique Pérez de Lara y Ermesenda, hija de Aimery II de Narbona. Se le llamó frecuentemente «de Lara», un apellido toponímico utilizado por su abuelo homónimo Pedro González. Sus descendientes adoptaron su propio patronímico, Manrique, como parte de su apellido. El patrimonio de Pedro fue extenso, pero es bien conocido por lo mucho que hipotecó o vendió con escaso beneficio lo cual dio lugar a la acusación de que era un mal administrador. Fue dueño de tierras en Cogolludo.
Pedro aparece por primera vez en un documento público el 18 de diciembre de 1157. Su padre murió en la batalla de Huete en el verano de 1164 y su semiindependiente señorío de Molina fue heredado por su viuda, quien de inmediato donó la mitad a su hijo primogénito. En noviembre de 1164 Pedro gobernaba el feudo del este de Atienza que su padre había tenido antes de su muerte. Un documento datado el 1 de marzo de 1165 es el único que cita a Pedro como tenente de Lara, de la que su linaje tomó su nombre. Después de la muerte de su padre, Pedro compartió la tutela de Alfonso VIII con su tío paterno Nuño Pérez de Lara hasta que el joven rey alcanzó la mayoría de edad en 1169.

## Primer matrimonio

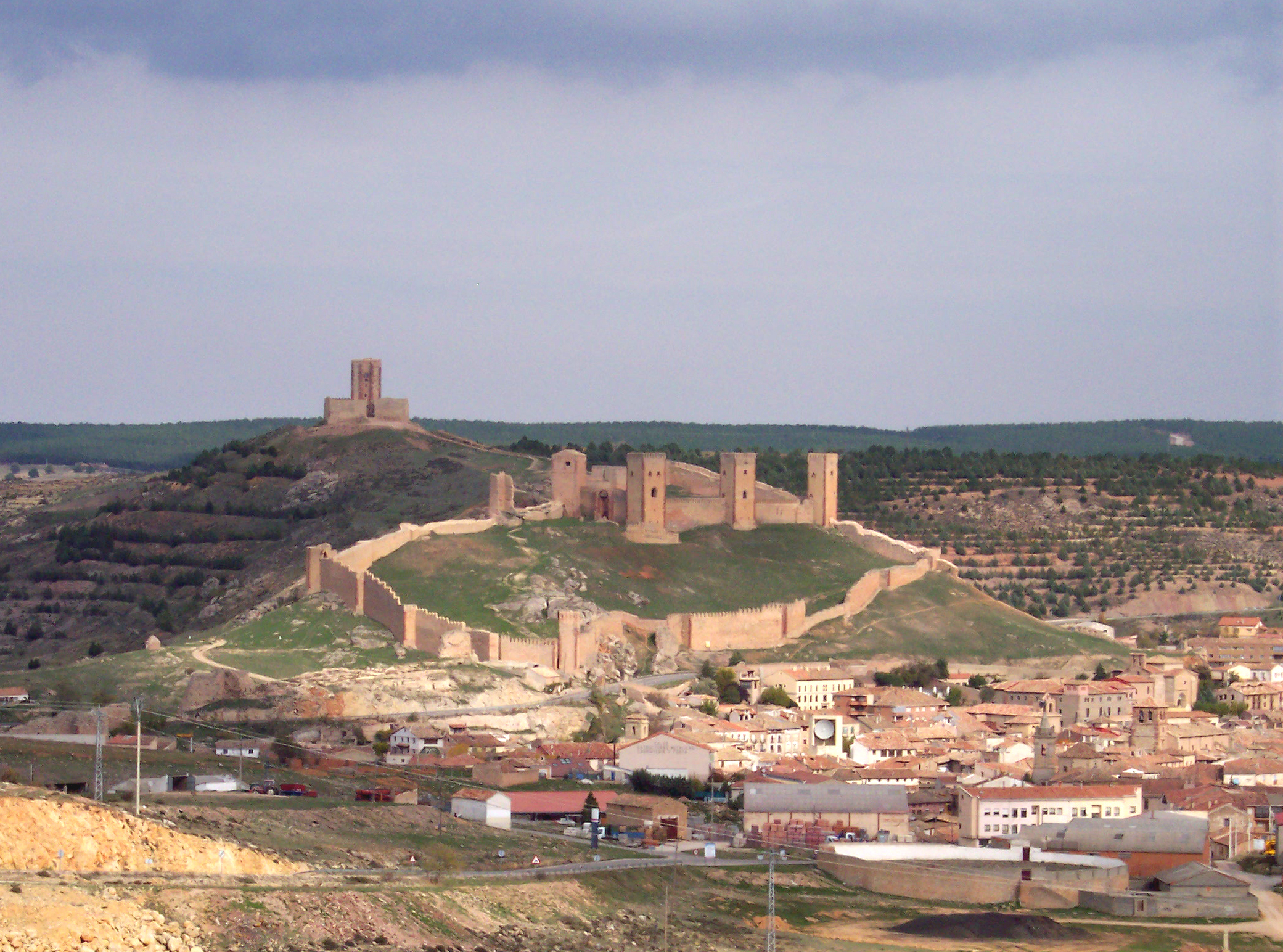
Vista del castillo de Molina de Aragón, cabeza del señorío de Molina.

La primera esposa de Pedro fue la infanta Sancha Garcés, hija del rey García Ramírez de Pamplona y de su segunda esposa, Urraca, hija ilegítima de Alfonso VII de León y su amante Gontrodo Pérez, por tanto, descendiente de la realeza por ambos lados. Por el lado paterno, Sancha también era bisnieta de Rodrigo Díaz de Vivar, el Cid, padre de su abuela Cristina Rodríguez.
Sancha aparece por primera vez en 1165 como su mujer en una donación para la fundación premonstratense del Monasterio de Santa María de La Vid. Esto presentó problemas, sin embargo, ya que su primer marido, Gastón V de Bearne, no murió hasta 1170. En mayo de 1172, Pedro y su hermano Manrique donaron la mitad de las salinas de Tercegüela a la abadía de Santa María de Huerta y al abad Martín de Hinojosa. En febrero de 1173 Manrique y Sancha donaron la mitad restante a cambio de un caballo. En la carta se lee «hecho en el mes de febrero en la era de 1211 en el año en que el rey Sancho VI de Navarra dio a su hermana al conde Pedro hijo de Manrique» (facta ... mense febrero in era M.CC.XI in anno quando rex Sancius Navarre dedit sororem suam comiti Petro filio comitis Almarica). Esto indica que los esponsales debieron celebrarse en algún momento después de febrero de 1172, y como Sancha no aparece con su marido en la donación de mayo de 1172, probablemente después de esa fecha también.

## Gobernador militar de la frontera sur
El 1 de septiembre de 1166 Pedro fue nombrado conde (comes en latín), la más alta dignidad a la que un noble castellano de su tiempo podía llegar a ser nombrado por el rey. Se tituló a sí mismo con frecuencia Dei gratia, «por la gracia de Dios», un uso poco frecuente de un noble en la España del siglo XII, tal vez prestado de sus primos occitanos o catalanes.
También hay un ejemplo del uso de la frase munere divino («por la misericordia divina»). En 1168 fue enviado a gobernar las tenencias de Osma y San Esteban de Gormaz en el este de Castilla. El 4 de octubre de ese año hizo una donación a la iglesia parroquial de Molina.
Pedro fue un benefactor habitual de la orden militar de los caballeros de Calatrava. Hizo su primera donación el 8 de mayo de 1169. En 1169 intervino para arbitrar en una disputa entre los pobladores de Molina y de la Abadía de Huerta sobre los límites de la localidad de Arandilla.
En junio de 1170 Pedro era tenente de la importante zona fronteriza militar de Extremadura. El 5 de noviembre de 1172 aparece gobernando Cabezón. El 3 de abril de 1173 gobernaba el reino de Toledo, la región centrada en la populosa ciudad de Toledo y frontera con al-Ándalus en el sur. Ese mismo año, cuando Alfonso VIII invadió Navarra llegando hasta Pamplona, actuó como mediador entre el soberano castellano y su cuñado el rey Sancho VI de Navarra. La guerra terminó en un tratado en octubre.
En 1177, tomó parte en el asedio de Cuenca donde murió su tío el conde Nuño Pérez de Lara. El 19 de agosto, durante el asedio, Cerebruno, arzobispo de Toledo, compró las tierras de Pedro en Añover y Barcilés por 100 maravedíes. El tamaño y la sofisticación de la propia corte de Pedro Manrique y su mesnada es indicado por su empleo de un mayordomo (maiordomus) a su cargo, Pedro Vidas, en 1177.

## Segundo matrimonio
Pedro tomó como segunda esposa a Margaret (Margarita, Margerina), posiblemente Margarita de Huntingdon, un miembro de la casa real de Escocia, probablemente en 1182/83,y aún aparecen casados el 17 de noviembre de 1189. No se conocen hijos de este matrimonio. 
La pareja aparece por primera vez ya casados en una carta redactada en Angers el 23 de enero de 1183 y conservada en el cartulario de Llanthony Secunda. La carta registra los bienes de la dote de una cierta Margarita, pariente de Enrique II de Inglaterra, entregados por su marido, Petrus Dei gratia comes de Lara. Las propiedades concedidas eran Molmera (quizás Molina), Andaluz, Agusino, Eles, y Polvoranca. Esta carta es la única evidencia que sugiere que la esposa de Pedro era una princesa escocesa. Margarita de Huntingdon, la hija de Enrique, conde de Northumbria, sin embargo, estuvo casada con Humphrey III de Bohun desde alrededor de 1174 hasta su muerte en 1181, y se registró como una viuda en la Rotuli dominabus (1185/6). El argumento principal para la identificación de la esposa de Pedro y Margarita de Huntingdon es que Llanthony Secunda fue fundada en 1136 por Miles de Gloucester, abuelo de Humphrey III de Bohun, proporcionando así un vínculo entre la esposa de Pedro y el monasterio. Enrique de Northumbria, el padre de Margaret, era un pariente del rey de Inglaterra. Godofredo II, duque de Bretaña, quien confirmó la carta, era un yerno de Margarita por su primer marido (Humphrey era su segundo), Conan IV de Bretaña.

## El uso de sellos
Los primeros sellos de cera aristocráticos de España que han sobrevivido se encuentran colgando de un documento de Pedro datado el 22 de enero de 1179. Dado que esta práctica ya era corriente en Francia, es probable que entrara en España a través de las conexiones de los Lara con Narbona y estuvo sin duda inspirada en los diseños ocitanos y catalanes. Es posible que se haya hecho de un molde matriz tan temprano como en 1164 cuando Pedro sucedió a su padre en el señorío de Molina. Este es el único ejemplo del sello de Pedro que ha sobrevivido y, aunque muy desgastado, su imagen se puede describir:

Representa a un caballero, protegida por un casco cónico y un escudo en forma de larga cometa, montado sobre un caballo de guerra al galope y blandiendo una lanza. Esto, sin lugar a dudas, fue como el conde Pedro quiso presentarse ante el mundo: guerrero, pujante, imparable, un aristócrata guerrero de verdad.

El sello es de doble cara, ambas partes con representaciones ecuestres de Pedro. En el anverso lleva la leyenda apenas perceptible «sello del conde Pedro»,  y la leyenda del reverso indiscernible, que parece ser una frase o lema.  Este sería el primero de solo tres ejemplos de sellos personales de la España medieval portando lemas. La carta a la que se adjunta pone el pueblo de Torralba de Ribota, que pertenecía a la iglesia madre en Calatayud de la Orden del Santo Sepulcro de Jerusalén en España, bajo la protección de Pedro Dei gratia comes, «conde por la gracia de Dios». Se confirmó en la ciudad de Calatayud, el día de San Vicente en el año 1217 de la era española. La identificación con Pedro Manrique es segura, ya que no había ningún otro conde llamado Pedro de Castilla en el momento, ni ningún otro conde con el estilo Dei gratia. Pedro estaba en Torralba en marzo de 1179 y el 20 de marzo acompañó al rey Alfonso VIII en la colocación de la primera piedra de la abadía de Huerta.

## Relaciones con las casas religiosas
El 11 de febrero de 1172 Pedro recibió la mitad de la villa de Beteta de la Catedral de Santa María de Sigüenza, a cambio de la mitad de la villa de Beteta y su castillo. El 2 de mayo hizo una donación al monasterio cisterciense de Sacramenia. El 17 de mayo, hizo otra donación a una casa cisterciense, esta vez la Abadía de Huerta. A pesar de que hizo donaciones a los premonstratenses y los benedictinos (el monasterio de Arlanza en una fecha desconocida, los cistercienses eran su orden monástica preferida. El historiador cisterciense Ángel Manrique en sus Annales Cistercienses (II, 429) considera que Pedro y sus descendientes, los Manrique de Lara, como los "segundos fundadores" de Huerta, debido a sus numerosas obras de beneficencia.
El 26 de junio de 1176 Pedro hizo una donación a los clérigos regulares de Alcalech. En octubre de 1176 realizó una donación aparentemente piadosa a la catedral de Sigüenza, en este momento sin recibir nada a cambio. El 16 de enero de 1178 hizo su segunda donación a la parroquia de Molina. El 1 de enero de 1181 Pedro y su hermana María concedieron a la villa de Carabanchel, en las afueras de Madrid, a cierto Gonzalo Díaz y su esposa Melisenda. La villa había sido hipotecada por 100 maravedíes por Ermessinde de Narbona. Más tarde en ese año (28 de junio) Pedro se comprometió en 2000 maravedíes para la construcción de un monasterio en Arandilla, que había permanecido en su jurisdicción por lo menos desde 1169. Además del dinero, no solo Pedro ofreció terrenos para la construcción de una abadía, sino que también concedió a los monjes de Huerta (que eran quienes lo construirían), cuatrocientas ovejas, cuarenta vacas y diez yeguas. Pedro también dio instrucciones de que fuera a ser enterrado en el de Arandilla si el trabajo en el monasterio no estuviera terminado en el momento de su muerte, y que su sucesor iba a donar otros 3000 maravedíes. Ya en el 14 de marzo de 1167, Ermesenda, la madre de Pedro había tratado de establecer un monasterio y había dado en usufructo sus posesiones en Arandilla a los monjes de Huerta de dos años en esa fecha, y también les prometió algunas propiedades de Molina. Asimismo se comprometió a entregar 200 piezas de oro cada año para la erección de un monasterio en Arandilla, ofreciéndose incluso a pagar el sueldo del maestro de obras que supervisaría la construcción. Ningún monasterio fue construido en Arandilla, ni fue Pedro enterrado allí. No está claro por qué el proyecto fracasó.
El 11 de marzo de 1183, Pedro y su hijo mayor, García, hicieron una donación a la Orden de Calatrava por el bien de su alma de su primera esposa, la madre de este, la infanta Sancha. Pedro, con su hermana María, hizo otra donación a Calatrava, ese mismo mes del castillo de Alcozar. El 23 de abril hizo una donación más piadosa (de dos cásas) a la Catedral de Santa María de Burgos. En algún momento en 1183 Pedro y María hipotecaron los bienes comunes de la villa y el castillo de Los Ausines al monasterio de La Vid por 1000 maravedíes.

## Miembro de la corte leonesa

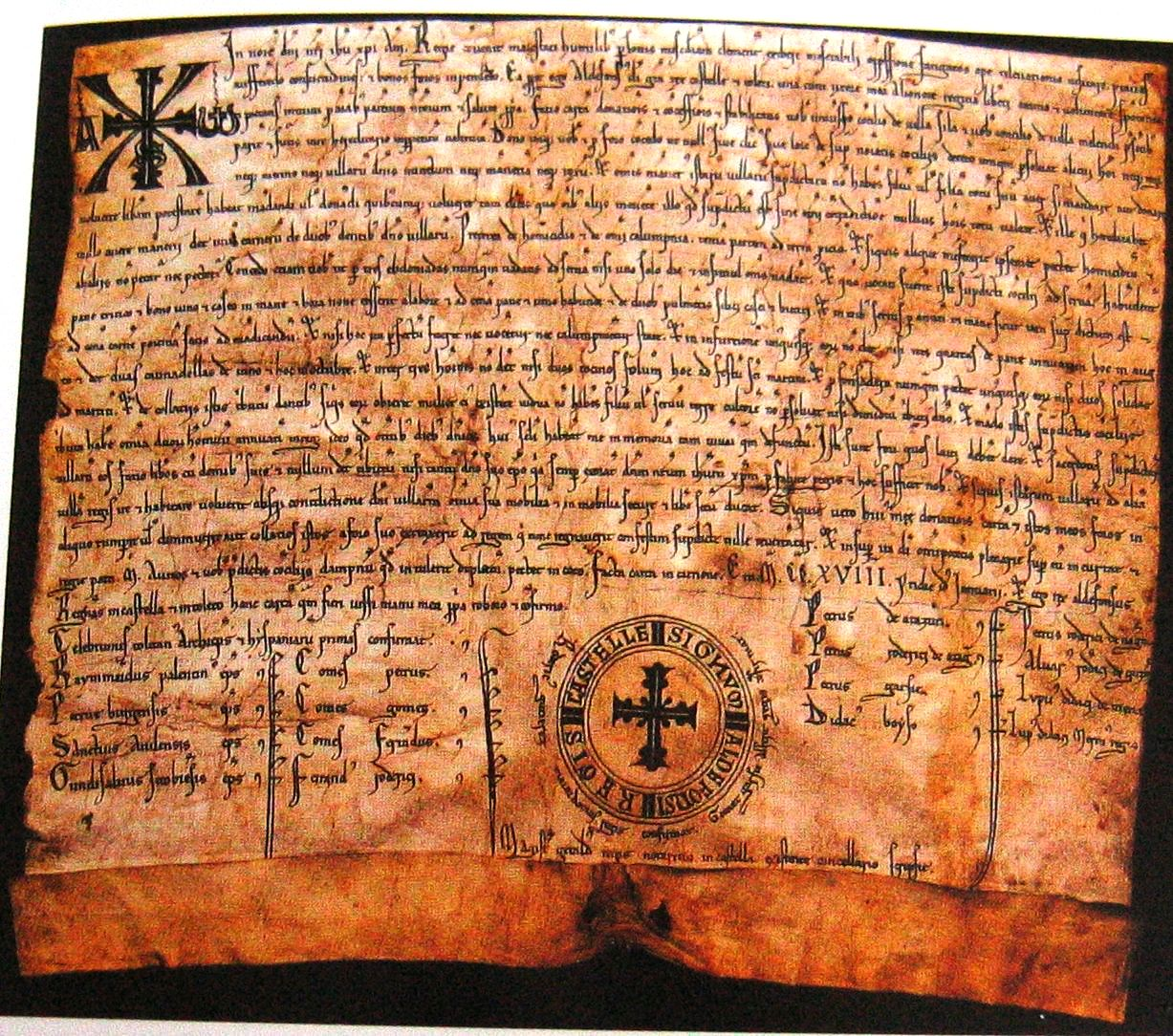
Documento original del Fuero de Villasila y Villamelendro otorgado por Alfonso VIII en 1180, donde Pedro Manrique confirma en la segunda columna como Conde Pedro.

A Pedro se le ve por última vez gobernando Toledo en mayo de 1179. y el 12 de enero de 1180 le vemos firmando en la segunda columna del Fuero de Villasila y Villamelendro firmado en Carrión de los Condes como:

Comes Petrus, confirmat.

 El 8 de mayo de 1181 Pedro gobernaba Hita. El 28 de junio de ese año hizo una donación a Huerta, su tercera. También en junio de 1179 Pedro recompensa a uno sus fieles seguidores, García de Alberit y la hija de este, Toda y su hermano Pascasio con tierras en Valtablado.
El 27 de enero de 1185 Pedro fue testigo de su primera carta como miembro de la corte de Fernando II de León. Para el 11 de febrero había sido nombrado mayordomo, el funcionario de más alto rango en la corte. Este puesto podría no haber durado mucho más de una semana, porque Fernando había hecho regresar al funcionario previo, Rodrigo López, a la corte antes del 16 de febrero. En ese momento, sin embargo, Pedro había sido nombrado a un puesto alejado de la corte: la gran e importante, aunque tranquila, tenencia de Asturias de Oviedo. Sus tenencias aumentaron constantemente durante todo el año. Para el 22 de febrero, gobernaba las  torres de León es decir, la ciudadela real que controlaba la capital; para el 6 de julio tenía Salamanca y Toro, esta última solo brevemente, y el 26 de septiembre tuvo Ciudad Rodrigo, una importante ciudad en el sur del reino. El 4 de marzo de 1186 Pedro fue llamado «vasallo del rey Fernando» (uassallo regis Fernandi). Hay una referencia aislada a su gobierno en Babia el 16 de marzo y Luna del 31 de marzo al 1 de abril. Continuó gobernando Asturias de Oviedo, Ciudad Rodrigo y Salamanca hasta por lo menos el 5 de mayo de ese año y mantuvo León más tiempo, porque aún estaba a cargo de la fortaleza el 21 de mayo.
El 29 de enero de 1187 Pedro hizo una segunda donación a Alcalech (la primera había sido en 1176). Desde 1188 hasta 1200 Pedro gobernaba la región de Cuenca. Después de 1190, ya no gobernaba Atienza. A partir de ese año gobernaba Huete, donde su padre había muerto en combate. Su gobierno duró al menos hasta el 21 de marzo de 1198. El 13 de junio de 1195 Pedro hizo una segunda donación a la catedral de Sigüenza.

## Vizconde de Narbona
Pedro parece haber sido segundo en la línea del vizcondado de Narbona, ya que su tía, la vizcondesa Ermengarda, no tenía hijos. El hermano de Pedro Aymerico de Lara fue invitado a co-regir con Ermengarda, pero a su muerte en 1177 la vizcondesa volvió a gobernar sin un consorte masculino, al menos hasta 1184. En ese año, el abad de Fontfroide, la abadía, donde fue enterrado Aimerico, donó la aldea de Terrail al arzobispo de Narbona, Bernard Gaucelin. El arzobispo solicitó la confirmación de esta adquisición del territorio en el vizcondado de "Ermengarda, vizcondesa de Narbona, y de usted, el conde Pedro y de sus sucesores", lo que sugiere la presencia de Pedro Manrique al norte de los Pirineos y que su tía lo reconoció como su heredero. La confirmación de que fue debidamente recibido de Ermengarda, «por la gracia de Dios, vizcondesa de Narbona, y mi pariente Pedro, por la misma gracia conde». Esto demuestra que en el otro lado del Pirineo Pedro continuó titulándose y siendo titulado como conde, como en  «conde Pedro, Vizconde de Narbona». 
En 1192 en la abdicación de su tía (muerta en 1197), Pedro sucedió en el vizcondado de Narbona.  El 28 de abril de 1194, «en consideración de los bienes», nombró a su segundo hijo, Aimerico, como su heredero, y es posible que le invistiera con el vizcondado. Aimerico se quedó allí y no regresó a Castilla hasta después de la muerte de Pedro en 1202. Además del vizcondado, Pedro también heredó la suzeranía sobre los vizcondados de Béziers, que incluyó en su cesión a su hijo de 1194. Exceptuados fueron el castillo de Montpézat, que Pedro mantuvo bajo su control.

## Muerte y legado

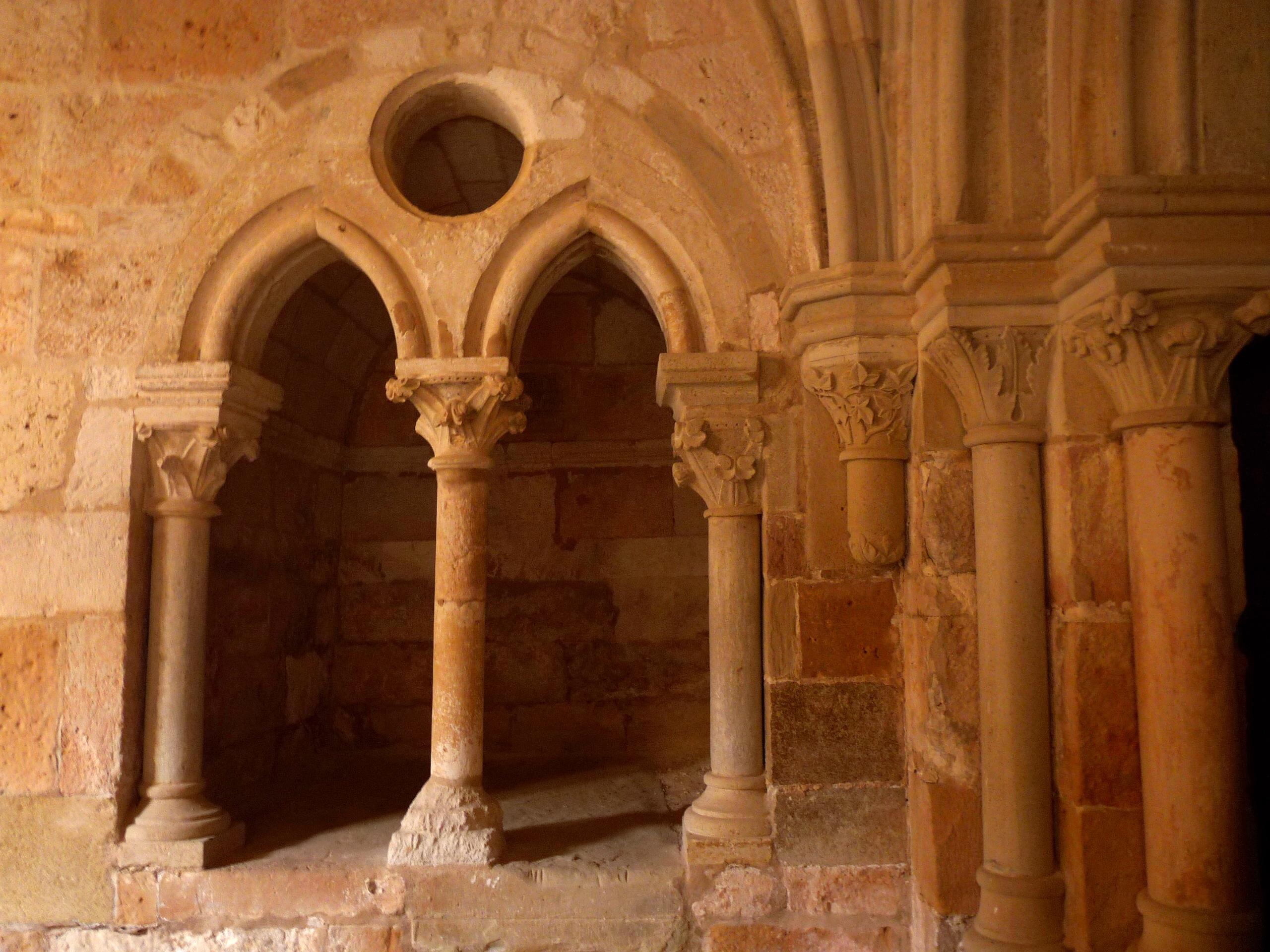
Claustro gótico donde se encuentra el Panteón de los Señores de Molina en el Monasterio de Santa María de Huerta.

En abril de 1199 Pedro estuvo presente en Huerta, cuando fue visitada por Alfonso VIII, ocasión para la cual el Cantar de mio Cid pudo haber sido recitado públicamente por primera vez. El 30 de octubre de 1199 hizo su segunda donación a La Vid. En septiembre de 1200 puede haber estado presente en Ariza, cuando Pedro II de Aragón recibió el castillo local de su madre, Sancha de Castilla.
La última aparición de Pedro en la corte fue el 11 de diciembre de 1201. Murió a principios 1202 y fue enterrado el 14 de enero en la abadía de Huerta, al lado de su primera esposa bajo el arco de la primera piedra del claustro, el 14 de enero, de acuerdo con los primeros Anales toledanos.
El conde Pedro había otorgado un primer testamento el 28 de junio de 1181 donde donaba muchos bienes al Monasterio de Huerta, incluyendo 400 ovejas, 40 vacas, 10 yeguas, así como su heredad en Arandilla para que edificasen ahí un monasterio. Dispuso que si muriese antes de que este monasterio estuviera construido, que lo enterraran en el de Huerta y que, si muriese en el «más allá de Lérida», que lo enterraran en la Abadía de Fontfroide. El 29 de julio de 1203 el monasterio cisterciense de Piedra recibió las propiedades que el conde Pedro le dejó en su testameno.

## Descendencia
De su primer matrimonio con la infanta Sancha, nacieron dos hijos:
- García Pérez de Lara (nacido antes de 1175). Llamado igual que su abuelo materno, el rey García Ramírez de Pamplona, su abuela paterna, la condesa Ermesenda le donó en 1175 la mitad de la villa de Molina de Aragón.[62] Como primogénito, hubiera heredado el señorío de Molina pero habría fallecido joven, posiblemente poco después de 1183 cuando aparece con su padre donando unas heredades en Cogolludo a la Orden de Calatrava, siendo esta su última aparición en la documentación medieval.[63]
- Aimerico, fue vizconde de Narbona.[23][64][62]

No se conoce descendencia de su segunda esposa, Margarita que no vuelve a aparecer en la documentación después de la donación que ambos hicieron a la Orden de Calatrava el 17 de noviembre de 1189.
Mafalda, su tercera y última esposa, cuyo origen es desconocido, no es mencionada hasta después de la muerte de Pedro en febrero de 1202 cuando junto con el hijo mayor de ambos, Gonzalo, vendieron su finca en Tragacete al consejo de Cuenca por 4000 maravedíes donde se refiere a sí misma como quondam uxore comitis Petri (quien fue la esposa del conde Pedro).
De este matrimonio nacieron:
- Gonzalo Pérez de Lara (m. en 1238),[66][62] fue el III señor de Molina. Se casó antes de 1212 con Sancha Gómez de Traba, hija del conde gallego Gómez González de Traba.[67]
- Ruy o Rodrigo Pérez de Lara.[62][68] Aparece en 1202 cuando intercambió algunas propiedades con su hermano Gonzalo y en 1203 confirmó una donación de su tío Fernando Núñez de Lara. «...estuvo más vinculado a Narbona y figura en los diplomas de la zona hasta 1208». También se convirtió en el señor de Montpézat.[58]

Tuvo otro hijo, aunque no se sabe si su madre fue Sancha o Mafalda:
- Nuño Pérez de Lara. No existen muchas referencias sobre Nuño. En 1225 fue testigo de una donación de su parienta Aurembiaix de Urgel y su primer marido Álvaro Pérez de Castro el Castellano. Las últimas noticias de Nuño datan de 1228 cuando Aurembiaix le donó ciertas propiedades en Bretravillo en la comarca de El Cerrato.[69]